# 聖王亞納
聖王亞納，是清朝末年的一位天主教殉教女子，2000年被教宗若望保禄二世封為「聖人」。

## 簡歷
王亞納在1886年生於中國河北省的馬家莊。五歲時喪母，十歲時，她決定守真不嫁，完全奉獻給耶穌。十一歲時，家人逼迫她結婚，但她強烈反抗，導致這場婚事沒有搓成。1900年義和團运动期间，朝廷禁止信奉洋教。如不背教，就會被殺。
1900年七月二十一日，義和團闖進馬家莊逮捕了她和家人及教友多人，送往大寧村，集中於大寧村的一處大院的東廂房內。义和团领袖要他們背教，不然就被殺。义和团领袖又表示，只要教友抵達西廂房，就會有人在西廂房替他們保釋。過了不久，王亞納的继母走出東廂房，卻突然回頭抓住王亞納的手臂，試著拉她出東廂房。王亞納抓著門框不放。直喊，“我要信天主。我奉教。我不願意背教。耶穌救我。”
當晚，王亞納帶領留在東廂房的教友唸最後一次晚課。第二天早晨义和团民押著所有教友到刑場。王亞納領導教友唸經，發痛悔。王亞納面對魏村的聖堂跪著，合手高聲祈禱。义和团领袖面對她問：“妳背教呀！”王亞納祈禱正濃，沒聽到义和团领袖所問。义和团领袖推點她的前額，王亞納驚醒跳起，後退大叫：“不要碰我。”定神之後說，“我奉教。決不背教。要我背叛天主，遠不如死了好。”
义和团领袖氣怒之下，拿刀削去她左肩的一塊肉。再問：“背不背教？”她答：“不！” 义和团领袖就砍去她的左肩。王亞納依然跪著，捧手望天說：「天堂門開了！」又低聲叫：「耶穌！耶穌！耶穌！」三次。後就引頸就義，結束了她在世上十四年的生命。
後來教友們恭敬她如聖女。她的家人都決定重回教會，虐待過她的祖母變為熱心的天主教友，後來得到善終。背教的後母也重回教會，父親也重回應盡的教友本份。
1955年4月17日教宗碧岳十二世宣聖王亞納為真福。2000年10月1日教宗若望保祿二世列她為聖人。